# Złe drogi
Złe drogi (ros. Плохие дороги, ukr. Погані дороги) – ukraiński dramat filmowy z 2020 roku, w reżyserii Natalii Worożbyt, na motywach dramatu pod tym samym tytułem.

## Opis fabuły
Film przedstawia cztery pozornie niepowiązane ze sobą historie, które rozgrywają się na drogach Donbasu, w trakcie trwającej tam wojny. Bohaterem pierwszej historii jest mężczyzna, zatrzymany na punkcie kontrolnym, który podaje się za nauczyciela. Na zniszczonym placu miejskim trzy licealistki czekają na swoich chłopców. Dziennikarka przetrzymywana w niewoli zostaje poddana brutalnemu przesłuchaniu i zgwałcona. Bohaterką czwartej historii jest młoda kobieta z miasta, która przeprasza starsze małżeństwo, że przejechała samochodem ich kurczaka. W świecie chaosu i zanikania autorytetów prości ludzie demonstrują swoją odwagę i determinację.
W wersji międzynarodowej film składa się z czterech historii, zaś w wersji ukraińskiej, trwającej 124 minuty – z pięciu. Piąta opowiada o losach ukraińskiej pielęgniarki wojskowej, która niesie ciało swojego kochanka, zabitego żołnierza – jego żonie, aby ta je pochowała.

## Obsada
- Igor Kołtowski jako dyrektor szkoły
- Andrej Leluch jako dowódca oddziału
- Oksana Czerkaszyna jako sanitariuszka
- Maryna Klimowa jako dziennikarka
- Jurij Kulinicz jako zbuntowany żołnierz
- Władimir Gurin jako żołnierz
- Julija Matrosowa jako babka
- Zoja Baranowska jako kobieta-kierowca

## Nagrody
Natalia Worożbyt otrzymała za film Złe drogi nagrodę krytyków filmowych Werony na Międzynarodowym Festiwalu Filmowym w Wenecji, na którym odbyła się jego międzynarodowa premiera. Został także wyróżniony dziesięcioma nagrodami Złotego Dżigi przez Ukraińską Akademię Filmową (m.in. za reżyserię i scenariusz) oraz Nagrodą Ukraińskich Krytyków Filmowych Kinokolo. Film otrzymał główną nagrodę na festiwalu filmu autorskiego w Belgradzie.
W roku 2020 film został zgłoszony jako ukraiński kandydat do nagrody Amerykańskiej Akademii Sztuki i Wiedzy Filmowej w kategorii filmu nieanglojęzycznego, ale nie uzyskał nominacji.